# Usia engeli
Usia engeli är en tvåvingeart som beskrevs av Paramonov 1950. Usia engeli ingår i släktet Usia och familjen svävflugor. Inga underarter finns listade i Catalogue of Life.